# Олів'є Амейзен
Олів'є Амейзен (Булонь-Бійанкур, 25 червня 1953 — Париж, 18 липня 2013) — франко-американський кардіолог, який написав книгу-бестселер про те, як вилікувати алкоголізм за допомогою препарату під назвою баклофен.

## Життєпис
Амейзен почав вивчати медицину в 1969 році, у віці 16 років, на факультеті медицини Університету Париж V.
Він був професором медицини в Weill Cornell Medical Center і лікуючим лікарем у Пресвітеріанській лікарні Нью-Йорка протягом п'ятнадцяти років, поки не відкрив власну приватну кардіологічну практику на Мангеттені в 1994 році. У 2008 році він був призначений запрошеним професором медицини в Медичному центрі Університету штату Нью-Йорк на основі його роботи над механізмами та лікуванням залежності.
Амейзен помер від інфаркту міокарда 18 липня 2013 року.

## Баклофен
Почувши неофіційні повідомлення про те, що міорелаксант баклофен, як і налтрексон, акампрозат і топірамат, ефективний у зниженні залежності, він експериментував на собі та запропонував нову модель лікування залежності, засновану на доказах. Він вперше зробив висновок, що, на відміну від інших захворювань, при яких придушення симптомів не пов'язане з покращенням прогнозу (таких як: бактеріальна пневмонія, полегшення нестабільної стенокардії медичними засобами без хірургічного втручання тощо), при залежності, придушення симптомів (тяга, занепокоєння, думки тощо) повинні повністю придушити хворобу, оскільки залежність, як він зауважив, є «хворобою, керованою симптомами». З усіх препаратів проти сказу, що використовуються у тварин, лише один, баклофен, мав унікальну властивість пригнічувати мотивацію до вживання кокаїну, героїну, алкоголю, нікотину та d-амфетаміну. Ефект залежить від дози.
Оскільки повне усунення залежності за допомогою ліків ніколи не було описано в медичній літературі, Амейзен написав власний випадок. Журнал «Алкоголь і алкоголізм» опублікував його 13 грудня 2004 року, оцінивши статтю. У своїй статті, як і в наступних у JAMA, Lancet, CNS Drugs тощо, Амейзен закликав до рандомізованих досліджень, щоб перевірити придушення алкогольної залежності за допомогою високих доз баклофену. У 2007 році італійська команда продемонструвала ефективність і безпеку баклофену для лікування алкогольної залежності.
У 2008 році Амейзен написав свій бестселер «Le Dernier Verre» («Останній келих»), описуючи лікування від алкогольної залежності за допомогою баклофену.